# 巴基斯坦国家象征
巴基斯坦拥有数个官方的国家象征，包括一个历史档案、国旗、国徽、国歌、纪念塔和数名民族英雄。这些国家象征在巴基斯坦立国以来的不同阶段开始被采用，也有不同规则去规管它们的定义和用途。
第一个国家象征是拉合尔決议。该決议表达了英属印度穆斯林的诉求，就是要成立一个属于他们（而不属于印度教徒）的独立国家，并于1940年3月23日被全印穆斯林联盟采用。建于1968年的巴基斯坦決議日紀念塔就是位于当年拉合尔決议的签署地。至于国旗就在获得独立之前被采用，而国歌和国徽均在1954年被采用。
除了以上数个以外，巴基斯坦还有其它的国家象征，包括国兽、国鸟、国花和国树等。

## 拉合尔決议和巴基斯坦決議日紀念塔

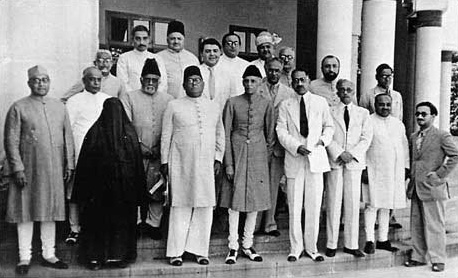
1940年拉合尔的穆斯林联盟工作委员会成员

《拉合尔決议》（乌尔都语：‎，Qarardad-e-Lahore）或《巴基斯坦決议》，  是一个于1940年3月22日到3月24日在拉合尔民多公园（现为伊克巴勒公园）举行政治会议时被全印穆斯林联盟采用的正式政治決议。该決议为英属印度穆斯林争取更多自治权，广义地被解释为成立一个属于穆斯林的国家。
成立一个属于印度穆斯林的国家这个提议最初由穆罕默德·伊克巴勒于1930年提出，  而巴基斯坦的国家名则由乔杜里·拉赫玛特·阿里在他发行于1933年的小册子《巴基斯坦宣言》里提出。
最初，穆罕默德·阿里·真纳和其它领袖都较为属意组成一个穆斯林和印度教徒的联合国家，但1930年代反复无常的政治气候和宗教之间的冲突，使他们放弃这个理念。在真纳的演说中，他批评印度国民大会党和那些大印度主义的穆斯林、支持两国论，并说明了穆斯林需要建立一个属于他们的国家之原因。
旁遮普地区首长斯坎达尔·哈亚特·汗起草了決议的原稿，但他自己却推翻了決议的最终版本，导致全印穆斯林联盟需要面对冗長的重新起草決议程序。该決议明确地表示，由于各个宗教小区之间的冲突，因此反对‘联合印度’的概念，并建议建立一个独立的穆斯林国家。 很快地，孟加拉地区首长A·K·法兹勒·胡克在大会上把決议提出来，并得到几个领导的支持。
《拉合尔決议》的主要内容在会议的最后一天1940年3月24日得到通过，并在1941年成为穆斯林联盟宪章的一部分。在1946年，決议的基本原则更成为穆斯林联盟争取成立穆斯林国家时所遵从的方向。 決議宣佈：

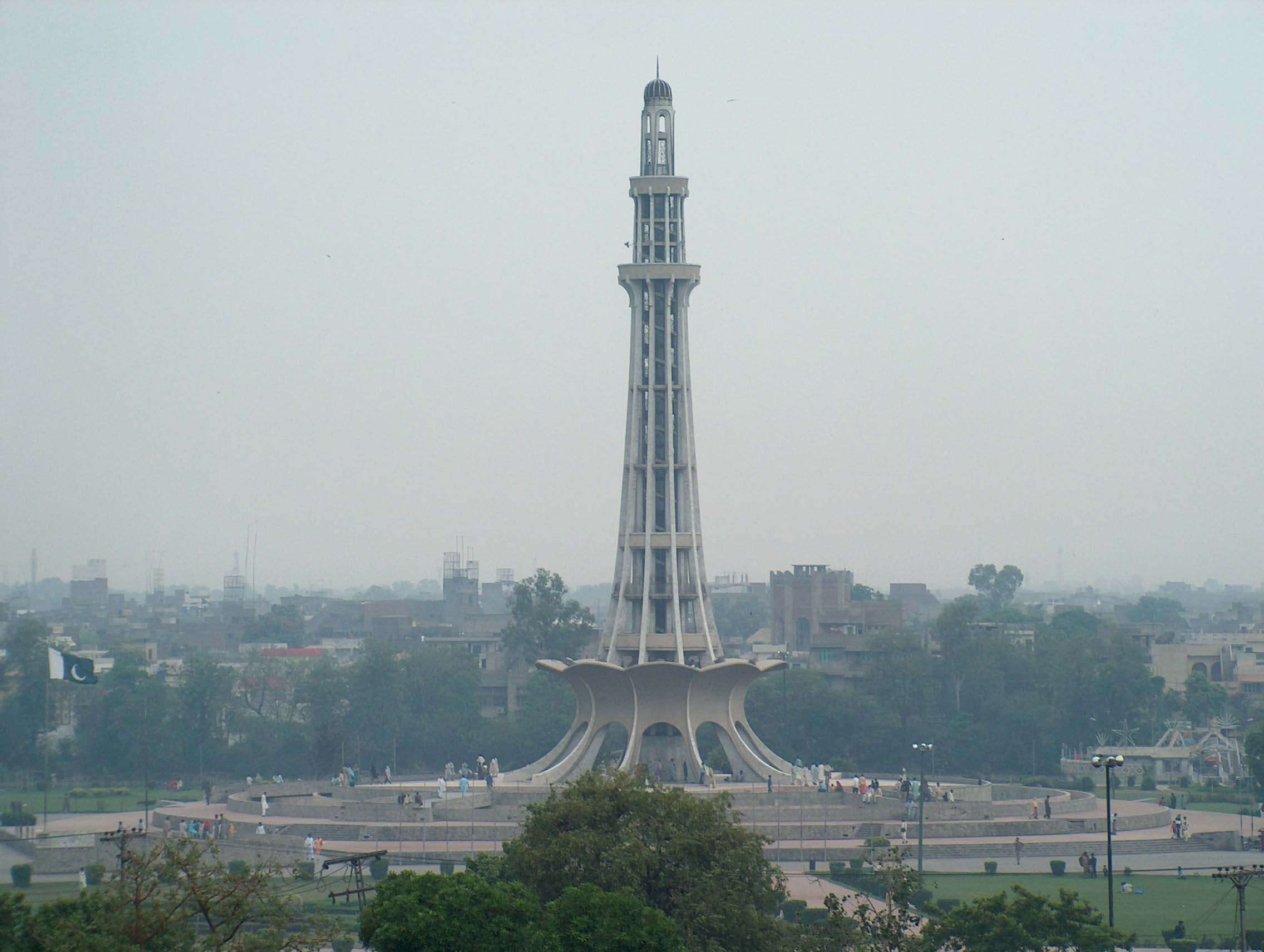
巴基斯坦決議日紀念塔

除非地理上的联合体（指大印度）进行了有必要的分治和重新调整，否则任何宪法方案对于穆斯林来说都是不可接受和不可行的。在穆斯林为多数的地区，例如印度西北部和东部，应该建立拥有自治权和主权的独立国家...在组成独立穆斯林国家的过程中，为了保护该地区人民的宗教、文化、经济、政治、行政和其它方面的权利，因此在咨询该地区人民后，应为他们提供适当、有效和强制性的特别保护。当穆斯林在当地属少数时，为保卫他们的安全，必要时应该进行一些政策上的调动。
巴基斯坦決議日紀念塔（‎; 拉丁化：Mīnār-ĕ Pākistān）是一座位于拉合尔伊克巴勒公园的60米高混凝土尖塔。 该塔建于当年拉合尔決议的签署地。巴基斯坦现以決议签署的3月23日作为巴基斯坦的国庆节，这是因为1956年3月23日是巴基斯坦颁布宪法，改自治领为世界上首个伊斯兰共和国的日子。
紀念塔由穆罕默德·瓦利·乌拉·汗设计，米安阿卜杜勒哈利克公司建造。塔的底座距离地面四米。尖塔設置於一個13公尺高、像是花朵般造型的雕塑底座上，塔身呈現下粗上細的尖錐狀。距地四米的底座形似五角星，被新月形的水池包围在中间。它由加固的混凝土所建造而成，并由石头和大理石粉刷地板和墙身。

## 国旗

国旗

巴基斯坦国旗是由穆罕默德·阿里·真纳基于设计穆斯林联盟会旗设计出来的。 它在巴基斯坦独立前的一天1947年8月11日被制宪大会采用。
巴基斯坦国旗在巴基斯坦国歌中被称为新月和五角星之旗（‎；拉丁化：Parcham-e-Sitāra-o-Hilāl）。右侧为深绿色长方形，中央有一颗白色五角星和一弯白色新月。白色象征和平，代表国内信奉其它宗教的居民和其它少数民族；绿色象征繁荣，代表伊斯兰教。 国旗中央的新月象征进步，五角星象征光明和知识；  国旗还象征对伊斯兰教的信仰、伊斯兰世界和其它少数民族的权利。
国旗会在一年之中数个重要的日子中悬挂，例如共和日和独立日。此外，巴基斯坦重要政治人物（如总统和总理）的居所和座驾也会悬挂国旗。

## 国歌
巴基斯坦国歌《保佑神圣的土地》（‎；拉丁化：Qaumi Tarana），是巴基斯坦重要日子（例如共和日和独立日）升国旗时伴奏的歌曲。
由于巴基斯坦独立时还没有国歌，因此升国旗时奏的是歌曲「巴基斯坦万岁，自由到来了」。真纳于是邀请一位居住于拉合尔的印度裔作家贾加·那特·阿扎德为巴基斯坦编写国歌， 其目的可能是为巴基斯坦创造现实的理想主义。 阿扎德编写的国歌迅速得到真纳的认可，并在巴基斯坦电台上播放。 不過这首国歌地位只保持了十八个月。
1948年，巴基斯坦政府组成了国歌委员会，但是委员会成员们却难以找到适合巴基斯坦国歌的歌曲和歌词。由于伊朗沙阿穆罕默德·礼萨·巴列维即将在1950年对巴基斯坦进行国事访问，导致国歌委员会只好匆忙采用艾哈迈德·古拉马里·查格拉所编写的三节乐曲作为巴基斯坦国歌。最初在1950年10月8日演奏给巴基斯坦总理利雅卡特·阿里·汗听时的版本并没有歌词， 而这段没有歌词的国歌，在伊朗沙王出访巴基斯坦时被批准作演奏之用。但是直到1954年8月，这首国歌仍没有被正式采用。
国歌委员会最终认可了由哈菲兹·朱兰德里所写的国歌歌词，并在1954年8月13日于巴基斯坦电台上首播国歌连歌词的版本； 官方的批准声明则由资讯与广播部于1954年8月16日发布。随后在1955年，电台又播放包括艾哈迈德·鲁什在内11名巴基斯坦歌手合唱国歌的表演。

## 国徽

国徽

巴基斯坦国徽在1954年被采用，象征着巴基斯坦意识形态的基础、 经济的基础、 文化遗产和指引方针。
 国徽共有四个组成部分：顶端是五角星和新月图案，下方是盾徽，两者均被花冠包围。花冠下方是卷轴。 国徽上的新月和绿色都是传统的伊斯兰图案：中间的盾徽分为四部分，分别绘有棉花、小麦、茶、黄麻四种农作物，因为它们都是巴基斯坦独立时主要种植的农作物，并意味着农业是巴基斯坦的经济支柱；
包围着盾徽的花冠是利用传统蒙兀兒繪畫技术繪畫出来的，突顯出巴基斯坦的文化遗产： 下端的绿色卷轴上用乌尔都语写着真纳的座右铭、巴基斯坦的國家格言：‎（“虔诚，统一，戒律”）。 

## 其它象征
| 标题       | 象征                           | 注译                         |
| ---------- | ------------------------------ | ---------------------------- |
| 国父       | 穆罕默德·阿里·真纳             | 乌尔都语读法：Quaid-e-Azam   |
| 国母       | 法蒂玛·真纳                    | 乌尔都语读法：Madar-i-Millat |
| 国家诗人   | 穆罕默德·伊克巴勒              |                              |
| 官方地图   | 由马哈茂德·阿拉姆·苏拉瓦迪制作 |                              |
| 国家语言   | 乌尔都语                       |                              |
| 国花       | 秀英花                         |                              |
| 国树       | 喜瑪拉雅雪松                   |                              |
| 国兽       | 捻角山羊                       |                              |
| 国鸟       | 石鸡                           |                              |
| 国技       | 曲棍球                         |                              |
| 国家清真寺 | 费萨尔清真寺                   |                              |
| 国家紀念碑 | 巴基斯坦之门                   |                              |
| 国家紀念碑 | 巴基斯坦纪念碑                 |                              |
| 国家图书馆 | 巴基斯坦国家图书馆             |                              |
| 国家格言   | 虔诚，统一，戒律               |                              |

## 其他链接
- 巴基斯坦政府
- 巴基斯坦资讯与广播部
- 巴基斯坦文化、体育及青少年事务部